# Ambros Rueß

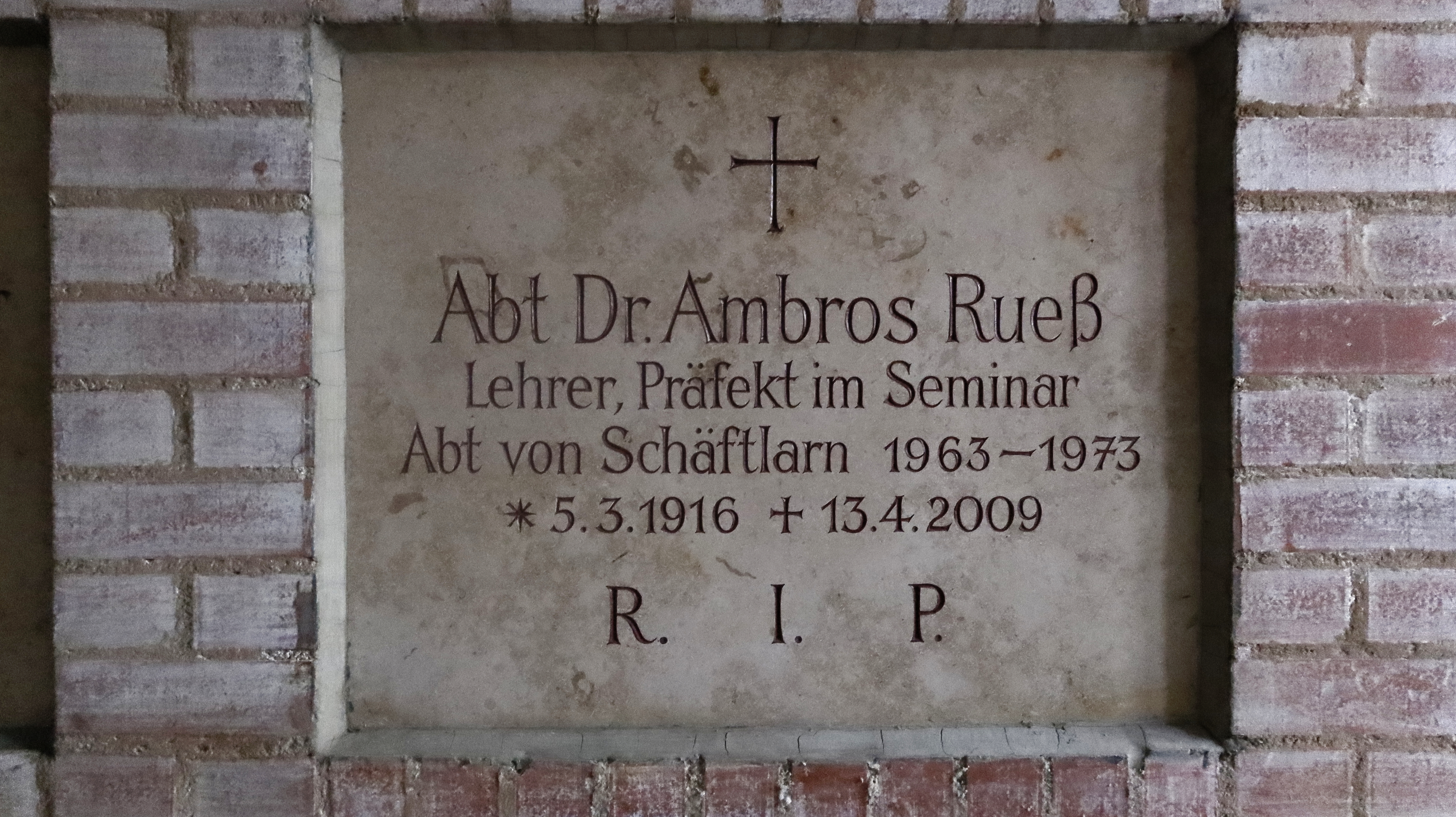
Grab in Sankt Stephan (Augsburg)

Ambros Rueß OSB (* 5. März 1916 in Gabelbach als Karl Rueß; † 13. April 2009 in Neunkirchen) war ein deutscher Biologe und Abt der Benediktinerabtei Schäftlarn.

## Leben
Ambros Rueß trat 1932 der Ordensgemeinschaft der Benediktiner in der Abtei St. Stephan bei. 1936 legte er Profess ab, 1940 empfing er die Priesterweihe. Er studierte Biologie und wurde 1954 in München mit der Arbeit „Die Makrophyten-Vegetation des fließenden Wassers im Gebiet um Seeon, Chiemgau“ promoviert. Am Gymnasium bei St. Stephan in Augsburg, dem seinem Professkloster angeschlossenen staatlichen Gymnasium, unterrichtete er bis 1963 Biologie und Geografie und war Präfekt im Studienseminar St. Joseph.
1963 wurde er zum dritten Abt der 1866 von König Ludwig I. wiederbegründeten Niederlassung der Benediktiner in der Benediktinerabtei zu den hll. Dionysius und Juliana in Schäftlarn postuliert; er legte das Amt 1973 aus persönlichen Gründen nieder, Nachfolger wurde Otmar Kranz OSB.
Seine letzte Ruhestätte fand Altabt Ambros Rueß in der Krypta seines Augsburger Klosters.

## Schriften
- Die Makrophyten-Vegetation des fließenden Wassers im Gebiet um Seeon, Chiemgau, München 1954 (Dissertationsschrift)